# شهیدآباد (بیضا)
'شهیدآباد روستایی در دهستان بیضا بخش مرکزی شهرستان بیضا در استان فارس ایران است.
این روستا در گذشته جیان نام داشته.

## چهره‌های نامدار و ماندگار
«کربلایی محمد علی کشاورز»
"کربلایی محمد علی" مشهور به "کل محدلی"، فرزند "عبدالرحیم"، مشهور به "کل عبدی" و مادرش "خانم فلک" می‌باشد که متولد دوازدهم آذر ماه سال ۱۲۶۸خورشیدی است.
کل محدلی ۳ همسر داشت:
"مُلکی"، که مادر مشهدی "نادعلی کشاورز" می‌باشد.
"مازی"، که مادر مشهدی "غلومسین (غلامحسین) کشاورز" است.
جواهر"، که دختر اسماعیل میمندی است که ساکن فیروزآباد بودند و فزرزندانش از "جواهر" عبارتند از:
"مجید"، "عبدالحسین" ،"خدیجه قمر"، "منصور" ،"رسول" ،"مسعود" و "شهرام"
"کل محدلی" بعد از پدرشان "کل عبدی" به صورت موروثی کدخدای "گیون" می‌شود، در آن زمان چون دوره ارباب و رعیتی بوده است لذا کدخدا نماینده ملاکین بودند که در آن زمان مالکین محل هم "نصیرسلطان نعیمی" و "بیضایی" بودند.
در سال ۱۳۰۲خورشیدی و در دوران کدخدایی کل محدلی، بیماری همه گیر وبا بیشتر مردم را از پا درمی‌آورد.
در سال۱۳۰۸خورشیدی، در حالی که کل محدلی ۴۰ سال سن داشت، گیون توسط بویراحمدی‌ها غارت می‌شود، و در این غائله ده‌ها نفر از زن و مرد گیون و چند تن هم از بویراحمدیها از جمله دو تن از سران آنها به نام‌های "میرآغاً و "میر کهیار" کشته می‌شوند.
سال ۱۳۱۸خورشیدی "کل محدلی" به دستور "نصیر سلطان نعیمی" از "گیون" می‌رود و پسرش "نادعلی کشاورز" به عنوان کدخدای "گیون" جانشین پدر می‌شود و در اینجا نقلی است از "منصور کشاورز" فرزند "کل محدلی" که می‌گوید:
"شخصا از عمویم "کا مندنی" پدر حسین خان، "احمد خان"، "مسیح خان" و "صفرخان کشاورز" شنیدم که گفت، اگر "کل محدلی" در گیون مانده بود، توسط بویر احمدی‌ها کشته می‌شد، چون در غائله غارت گیون چند نفر از سران قشون بویر احمدی‌ها کشته شده بودند و آن هم به دستور "کل محدلی" کدخدای وقت گیون بود که در دفاع از قلعه و روستای "گیون" این اتفاق افتاده بود و لذا بویراحمدی‌ها هم تأدید کرده بودند که به تلافی کشته شده‌هایشان، "کل محدلی" را خواهند کشت.
به هر حال در سال ۱۳۱۸ خورشیدی چه به خاطر این تأدید باشد یا نه، به دستور "نصیر سلطان نعیمی" که در فیروزآباد هم مالک بودند ،"کل محدلی" را از گیون به فیروزآباد منتقل می‌کنند، تا به عنوان نماینده آنها و همچنین نماینده "ناصر" و "خسرو خان قشقایی" بر روی درآمد ۱۵روستای آن منطقه از جمله روستای "مُنارو"، "سَرگز"، "قطب آباد" و "احمد آباد" نظارت کند.
"کل محدلی"، "حاج حیدر امین" که پسر خواهرش و اهل روستای علی‌آباد تنگ بیضا می‌باشد را به عنوان معاون و دستیار خود به فیروزآباد می‌برد تا کارهای دفتری او را انجام دهد. در این زمان "کل محدلی" ۴۸ سال سن دارد.
به هر حال بعد از رفتن "کل محدلی" از "گیون"، پسرش "مشهدی نادعلی" به عنوان کدخدا، امورات "گیون" را اداره می‌کند.
در سال ۱۳۱۹ خورشیدی "کل محدلی" در فیروز آباد با "جواهر" دختر "اسماعیل میمندی" که ساکن "فیروزآباد" بوده، ازدواج می‌کند که آن موقع ۵۰ سال سن دارد و حاصل این ازدواج ۶ پسر و ۲ دختر می‌باشد به نام‌های "مجید" ،"عبدالحسین"، "خدیجه" ،"قمر"، "منصور"، "رسول"، "مسعود" و "شهرام".
اما بعد از ۲۶ سال نمایندگی در فیروزآباد در سال ۱۳۴۲ و بعد از اصلاحات عرضی محمدرضاه شاه و واگذاری زمین‌ها به رعیت‌ها و زارعین، "کل محدلی" هم از پست خود برکنار می‌شود ضمن آنکه پسرش "نادعلی کشاورز" هم در "گیون" بر کنار می‌شود.
"کل محدلی" در سن ۷۴ سالگی به همراه خانواده به "گیون" بازمی‌گردد. در حالی که دیگر "نادعلی" پسرش هم برکنار و از "گیون" رفته بود.
چند سالی را در "گیون" و در منزل پسرش "نادعلی" زندگی کرد اما هیچ مسؤلیتی نداشت و سپس به شیراز کوچ و در شیراز دوران کهولت را گذراند و نهایتاً در تاریخ ۱۸دیماه سال ۱۳۵۳ خورشیدی درگذشت و در قبرستان دارالرحمه شیراز به خاک سپرده شد.
در دورانی که "کل محدلی" کدخدای "گیون" بودند عمدتاً درگیر حوادث و ناملایمت ناشی از ناامنی، غارت، بیماری وبا و تار و مار مزارع و باغات گیون توسط حمله ملخ‌ها گذراند شد اما به گفته بزرگان و شاهدان قدیمی، او در دوران مدیریتش، گیون را به تقریباً خوبی اداره کرد.
به‌طور یقین "کل محدلی" یکی از شخصیت‌ها و چهره‌های نامدار و ماندگار در تاریخ "گیون" خواهد بود.
تحقیقات، پژوهش و تدوین از: "علی محمد دهقان دانیار".
منابع و اطلاعات:
"منصور":پسر "کل محدلی کشاورز"
"خدیجه": دختر "کل محدلی" و همسر "حاج غلامرضا رنجبر".
"محمد قلی کشاورز" پسر "نادعلی کشاورز".
"مسعود کشاورز" فرزند "ملالی کشاورز".
"مهین رنجبر" دختر "حاج غلامرضا رنجبر".

## جمعیت
بر پایه سرشماری عمومی نفوس و مسکن در سال ۱۳۹۵، جمعیت این روستا برابر با ۱٬۹۰۵ نفر (۵۶۱ خانوار) بوده است.